# Mead Schaeffer
Mead Schaeffer est un illustrateur américain, né en 1898 et mort en 1980. Il a travaillé pour l'édition (illustrations de romans d'aventures) puis pour la presse (réalisation de couvertures et illustrations d'articles).

## Enfance et apprentissage
Mead Schaeffer est le fils de Charles Schaeffer, pasteur presbytérien, et de sa femme, Minnie. Il naît le 5 juillet 1898 à Freedom Plains dans l'État de New York puis passe son enfance à Springfield dans le Massachusetts. À la sortie du lycée, en 1916, il entame des études artistiques à l'Institut Pratt de New York, où il a notamment pour professeurs Dean Cornwell et Harvey Dunn. Ce dernier se montre au début très sceptique sur ses talents. Pendant ses études, Schaeffer illustre le premier des sept tomes de la série Golden Boy de L.P. Wyman,.
En 1921, il épouse Elizabeth Wilson Sawyers. Ils auront deux enfants.

## Carrière d'illustrateur
En 1922, alors qu'il est âgé de 24 ans, Mead Schaeffer est engagé pour illustrer une série de romans classiques par Dodd, Mead and Company. Il collabore avec cet éditeur jusqu'en 1930 et illustre, entre autres, Moby Dick, Typee et Ommo de Herman Melville ainsi que Le Comte de Monte-Cristo, Les trois Mousquetaires et Les Misérables. Il travaille à l'huile sur toile ou sur panneau de bois.
Après quelques années passées à New Rochelle dans l'État de New York, Mead Schaeffer s'installe à Arlington dans le Vermont, où il aménage son atelier dans une grange.
À partir de 1930, des magazines féminins comme Good Housekeeping, Cosmopolitan, ou Ladies' home journal font appel à ses services pour illustrer des nouvelles, souvent des romances historiques ou «exotiques». Le plus souvent les pages intérieures de ces magazines sont imprimées en bichromie. Cette contrainte va amener l'illustrateur à évoluer dans son style : ne disposant plus que d'une palette de couleurs réduite, il va jouer sur les contrastes lumineux, jusqu'au clair-obscur souvent. Parallèlement, il abandonne les petites touches de couleurs «impressionnistes» au profit de larges aplats. Les contours dans ses images deviennent plus nets et anguleux. Son dessin est plus nerveux, il utilise parfois des cernés. Ses compositions sont plus épurées. Ses illustrations deviennent un peu moins réalistes mais plus efficaces. Elle accrochent le regard et frappent l'imagination. Il campe à merveille les vamps, aventurières, libertines ou romantiques, qui peuplent ses images : postures, choix des costumes, restitution du drapé en quelques coups de pinceaux précis. Mead Schaeffer devient l'un des plus brillants illustrateurs américains de l'entre-deux guerres.
Dans les années 1940 et 50, Mead Schaeffer s'éloigne de la fiction et de l'histoire avec des commandes régulières du grand journal populaire The Saturday Evening Post. Il réalise notamment 46 couvertures pour cet hebdomadaire. Son travail est très apprécié et particulièrement bien payé. Pendant la Seconde Guerre mondiale, il devient «correspondant de guerre» pour le Post et produit une célèbre série de couvertures qui mettent en scène les soldats américains au front,,. Patriotisme et héroïsme à l'une. Après la guerre, c'est l'Amérique au quotidien qu'il croque avec finesse et humour
Mead Schaeffer se lie d'amitié avec l'illustrateur Norman Rockwell, nouvelle recrue de choix au Saturday Evening Post. Il pose souvent pour lui, sa famille également. Il passe sa retraite dans le Vermont, non loin de son ami. Il meurt à New York des suites d'une crise cardiaque, le 6 novembre 1980.